# Миндовг
Миндовг (ок. 1203 – 1263) е първият велик литовски княз и единственият християнски крал на Литва.
За произхода и ранния му живот не се знае много. В договор от 1219 г. е описан като княз, а през 1236 г. вече е известен като водач на всички литовци. Съвременните източници относно възхода му споменават, че той е използвал стратегически бракове и пропъждане или убийства на съперниците си. Той разраства владенията си на югоизток от Литва през 30-те и 40-те години на 13 век, завладявайки части от територията на днешен Беларус, а след това продължава експанзията си на изток към руските земи. През 1250 или 1251 г., в хода на вътрешна борба за власт, той се покръства като римокатолик. Този ход му позволява да се съюзи с Ливонския орден, който дотогава е дългогодишен противник на литовците. През лятото на 1253 г. е коронясан като крал на Литва от папа Инокентий IV.
И докато 10-годишното му управление е белязано от различни постижения на държавно ниво, конфликтите му с роднините и князете продължават, а Жемайтия в западната част на Литва твърдо се противопоставя на управлението на алианса. Придобивките на Миндовг на югоизток стават обект на атаки от татарите. През 1261 г. той нарушава мира с Ливонския орден (отхвърляйки и християнството и приемайки отново паганизма), ала през 1263 г. е убит от племенника си Тройнат и княза Довмонт Псковски. Трите му наследници също са убити. Порядък е постигнат едва, когато на власт идва великия княз Тройден около 1270 г.
Макар репутацията му да е несигурна през следващите векове и потомците му да не особено значими за държавата, той се установява като важна фигура през 19 и 20 век. Той е единственият крал на Литва, докато повечето велики князе на Литва след Владислав II управляват и като крале на Полша. В днешно време, Миндовг се счита за основател на литовската държава, като се зачитат и приносите му по спирането на настъплението на татарите към Балтийско море, установяването на международно признание на Литва и приобщаването ѝ към Западната цивилизация. Денят на коронясването на Миндовг, 6 юли 1253 г., е национален празник в Литва.